# Mezoterapie
Mezoterapia (de la Mesos greacă, „mijloc“, și terapie de la therapeia greacă, „pentru a trata medical“) este un tratament cosmetic non chirurgical. Mezoterapia utilizează injectări multiple de medicamente farmaceutice și homeopate, extracte de plante, vitamine și alte ingrediente în grăsimea subcutanată. Mezoterapia prin injectări se presupune că vizează celulele adipoase grase, aparent prin inducerea lipolizei, a rupturii și a morții celulelor în rândul adipocitelor . 

## Utilizare
Există studii publicate privind tratamentele clinice și efectele acestor medicații și numeroase cocktailuri de compuși chimici combinați pe corp au fost raportate în Europa și America de Sud de mai mulți ani. Nu există o dovadă concludentă a cercetării că acești compuși chimici au în mod specific ca țintă țesutul adipos (celulele grase). Liza celulelor, care rezultă din acțiunea detergentă a deoxicolicului, poate determina orice efect clinic.
În anul 2012, un laborator francez a inventat o modalitate de a introduce un tratament  mezoterapic într-un săculeț lichid. Acest săculeț este apoi conectat la un abur facial care aplică tratamentul porilor faciali ai utilizatorului prin abur. Aceasta a fost prima invenție de acest gen care permitea tratamentele mezoterapic direct acasă. 

Substanțele utilizate includ: 
- Phosphatidylcholine
- T3-T4 thyroid,
- Isoproterenol
- Aminophylline
- Pentoxifylline
- L-carnitine
- L-arginine
- Hyaluronidase
- Collagenase
- Yohimbine
- Co-enzyme cofactors
- Dimethylethanolamine
- Gerovital
- Glutathione
- Tretinoin
- Alpha lipoic acid
- Vitamin C
- Procaine
- Lidocaine
- Ginkgo biloba
- Melilotus
- C-adenosine monophosphate
- Multiple vitamins
- Trace mineral elements
- Carbon dioxide
- Mesoglycan

## Istoric
Michel Pistor (1924-2003) a efectuat cercetări clinice și a fondat domeniul mezoterapiei.  Cercetarea multinațională în terapia intradermică a culminat cu munca lui Pistor din 1948 până în 1952 în tratamentele mezoterapeutice umane. Presa franceză a inventat termenul de mezoterapie în 1958.  Academia Națională de Medicină din Franța a recunoscut mezoterapia ca specialitate de medicină în 1987. Societatea franceză de mezoterapie recunoaște folosirea acesteia ca tratament pentru diferite condiții, dar nu menționează utilizarea acesteia în chirurgia plastică.
Populară în țările europene și America de Sud, mezoterapia este practicată de aproximativ 18.000 de medici din întreaga lume.     

## Critică
Tratamentele mezoterapice au fost efectuate pe întreg teritoriul Europei, Americii de Sud și mai recent în Statele Unite, de peste cincizeci de ani. Cu toate acestea, medicii și-au exprimat îngrijorarea cu privire la eficacitatea mezoterapiei, argumentând că tratamentul nu a fost studiat suficient pentru a face o determinare. Problema primară este că mezoterapia pentru tratamentul stărilor cosmetice nu a făcut obiectul studiilor clinice standard aur; totuși, procedura a fost studiată pentru ameliorarea durerii în alte afecțiuni, cum ar fi tendinita, calcifierea tendonului, procedurile dentare, cancerul, cervicobrahialgia, artrita, limfedemul și staza venoasă.
Mai mult, au existat serii de cazuri și numeroase lucrări medicale privind mezoterapia ca tratament cosmetic, precum și studii care utilizează ingredientele utilizate în mezoterapie.
Cealaltă parte a dezbaterii este exprimată de Rod Rohrich, președintele Departamentului de Chirurgie Plastică al Southwestern Medical Center al Universității din Dallas, Texas: "Nu există pur și simplu date, din câte știu, că mezoterapia ar avea vreun efect."  Societatea Americana de Chirurgie Plastică a emis o declarație de poziție care nu aprobă mezoterapia, dar această delimitare este obiectul unor controverse. Deoarece mezoterapia nu este un tratament chirurgical, ci mai degrabă o alternativă non invazivă la chirurgia plastică, tratamentul concurează cu chirurgia plastică pentru aceiași pacienți.   
În urma reacțiilor adverse observate la câțiva pacienți ai unui medic francez, a fost publicată o ratificare oficială în Franța în aprilie 2011 pentru a interzice mezoterapia ca metodă de eliminare a depozitelor de grăsime. Această interdicție a fost anulată în iunie 2011 de către Consiliul de Stat al Franței, deoarece ancheta a demonstrat că aceste efecte nedorite nu se datorează mezoterapiei însăși, ci faptului că a fost practicată în condiții proaste și fără respectarea principiilor de igienă. 

## Studii clinice
Într-un studiu prospectiv, 10 pacienți au suferit patru sesiuni de mezoterapie facială folosind multivitamine la intervale lunare.  Acest studiu a constatat că nu a existat nici un beneficiu relevant din punct de vedere clinic.  
Acidul deoxiolic a primit aprobarea FDA ca injectabil pentru a dizolva grăsimea submentală în iunie 2015. Aceasta s-a bazat pe un studiu randomizat, de fază III, pe 2600 de pacienți. 68,2% au prezentat un răspuns prin măsurarea depozitului de grăsime. 81% au prezentat reacții adverse ușoare de vânătăi, umflături, durere, amorțeală, eritem și rigidizare în jurul zonei tratate. 